# Patrick Tambay
Patrick Tambay (n. 25 iunie 1949, Paris, Île-de-France, Franța – d. 4 decembrie 2022, Nisa, Franța) a fost un pilot francez de Formula 1.